# Pennisetum hordeoides
Pennisetum hordeoides är en gräsart som först beskrevs av Jean-Baptiste de Lamarck, och fick sitt nu gällande namn av Ernst Gottlieb von Steudel. Pennisetum hordeoides ingår i släktet borstgräs, och familjen gräs. Inga underarter finns listade i Catalogue of Life.